# Elecciones presidenciales de Islandia de 1980
Las elecciones presidenciales de Islandia de 1980 se celebraron el 29 de junio de 1980 para escoger al sucesor de Kristján Eldjárn, que no se presentaba a la reelección. Debido a la campaña llevada a cabo por los grupos feministas islandeses, la candidata independiente Vigdís Finnbogadóttir obtuvo una estrecha victoria con casi el 34% de los votos, convirtiéndose en la primera mujer jefe de Estado elegida por sufragio universal del mundo.

## Resultados
| Candidato                          | Votos   | %    |
| ---------------------------------- | ------- | ---- |
| Vigdís Finnbogadóttir              | 43.611  | 33.8 |
| Guðlaugur Þorvaldsson              | 41.700  | 32.3 |
| Albert Guðmundsson                 | 25.599  | 19.8 |
| Pétur J. Thorsteinsson             | 18.139  | 14.1 |
| Votos en blanco/anulados           | 546     | –    |
| Total                              | 129.595 | 100  |
| Votantes registrados/participación | 143.196 | 90.5 |
| Fuente: Nohlen & Stöver            |         |      |